# タカノツメ (ウコギ科)
タカノツメ（鷹の爪、学名：Gamblea innovans）は、ウコギ科タカノツメ属の落葉小高木あるいは落葉高木。雌雄異株。別名イモノキ。

## 分布
日本特産種で、北海道南部、本州、四国、九州に分布し、低地や丘陵地帯から山地に自生する。痩せ地に多い。

## 特徴
落葉広葉樹の小高木や高木で、樹高5 - 15メートル (m) ほどになる。幹、小枝はともに灰褐色の樹皮で滑らかである。一年枝はやや細く、短枝がよく発達する点はコシアブラによく似るが、枝の髄は白くて詰まっている。材は柔らかく、樹皮は灰色で滑らかである。
葉は小葉が3枚集まった三出複葉であるが、単葉、二小葉のものも混じる。葉は長枝に互生し、短枝または枝の先端に束生あるいは集中する。葉の表面は緑色で無毛であり、裏面は灰緑色。葉縁は毛状の微細な鋸歯になっており、先端が急に細くなり尖る。葉柄の長さは4 - 15センチメートル (cm) 。小葉は長さ5 - 15 cmの楕円形で質は薄い。芽吹きの葉には毛がなく、つやがある。秋には美しく黄葉し、日なたではひときわ鮮やか、日陰では色が薄くなり、コシアブラに似た雰囲気となる。
花期は5 - 6月。中心部の白い淡緑色(黄緑色)の小さな花が集まった散形花序を総状につける。花弁、雄蕊ともに5個ずつで、花柱は2裂する。果実は球形で直径8ミリメートル (mm) 程度の液果。9 - 10月が果期で、黒く熟す。
冬芽は緑褐色や暗紫色の芽鱗4 - 8枚にに包まれていて、頂芽は卵形や円錐形、側芽は小さい。葉痕は浅いV字形で、維管束痕は7個つく。冬芽が鷹の爪を思わせるため、この名が付けられた。

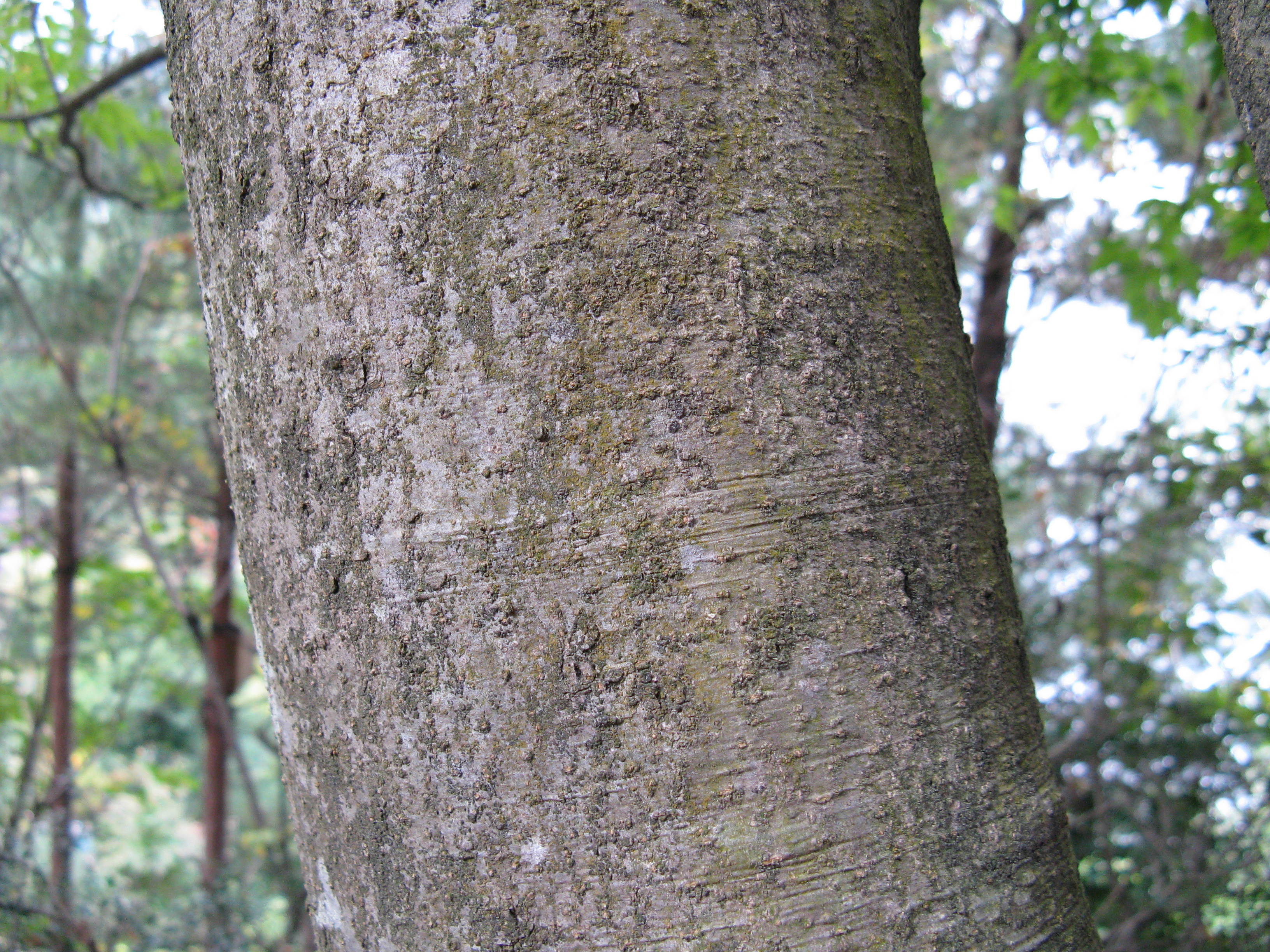
樹皮
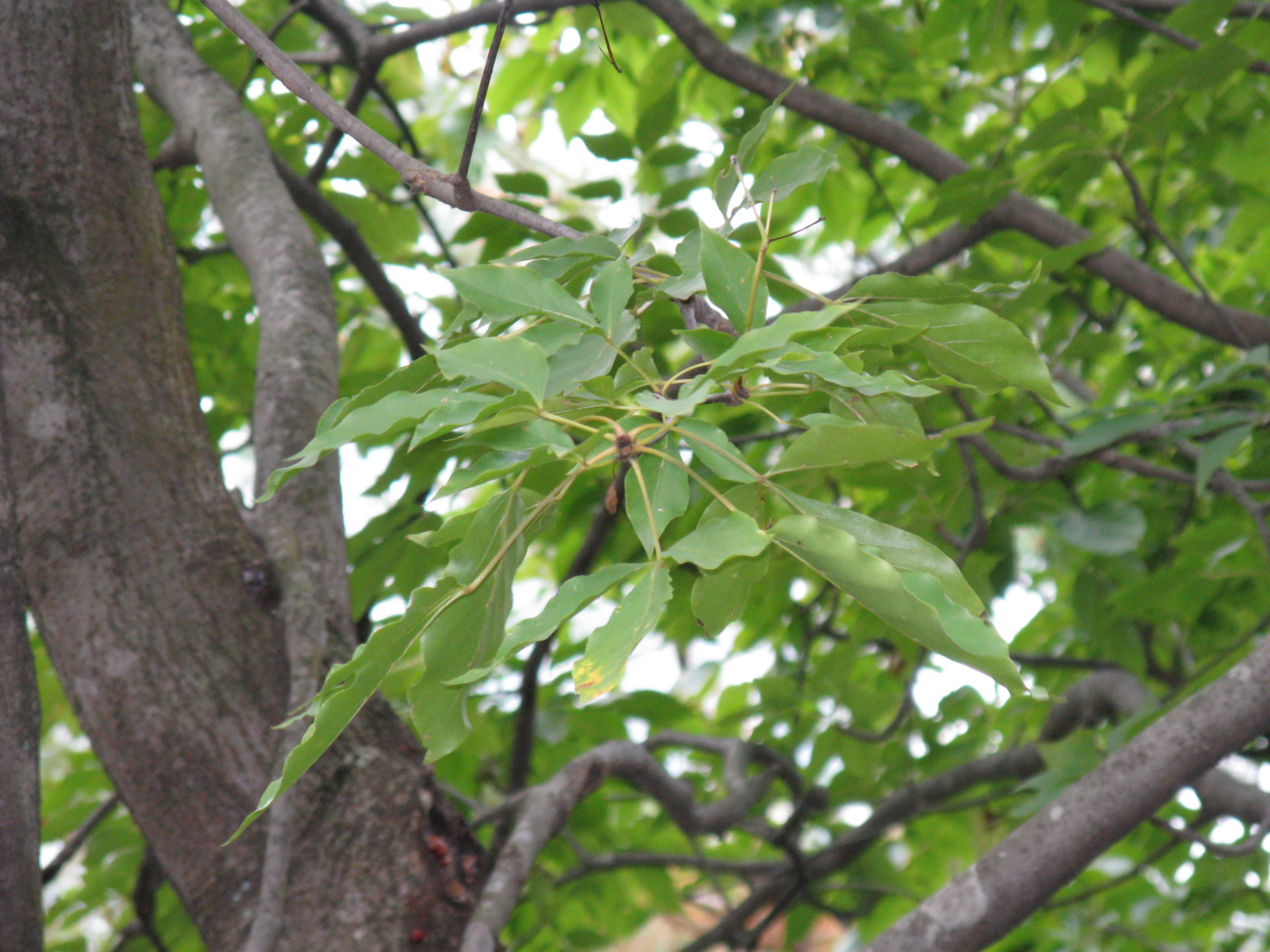
葉
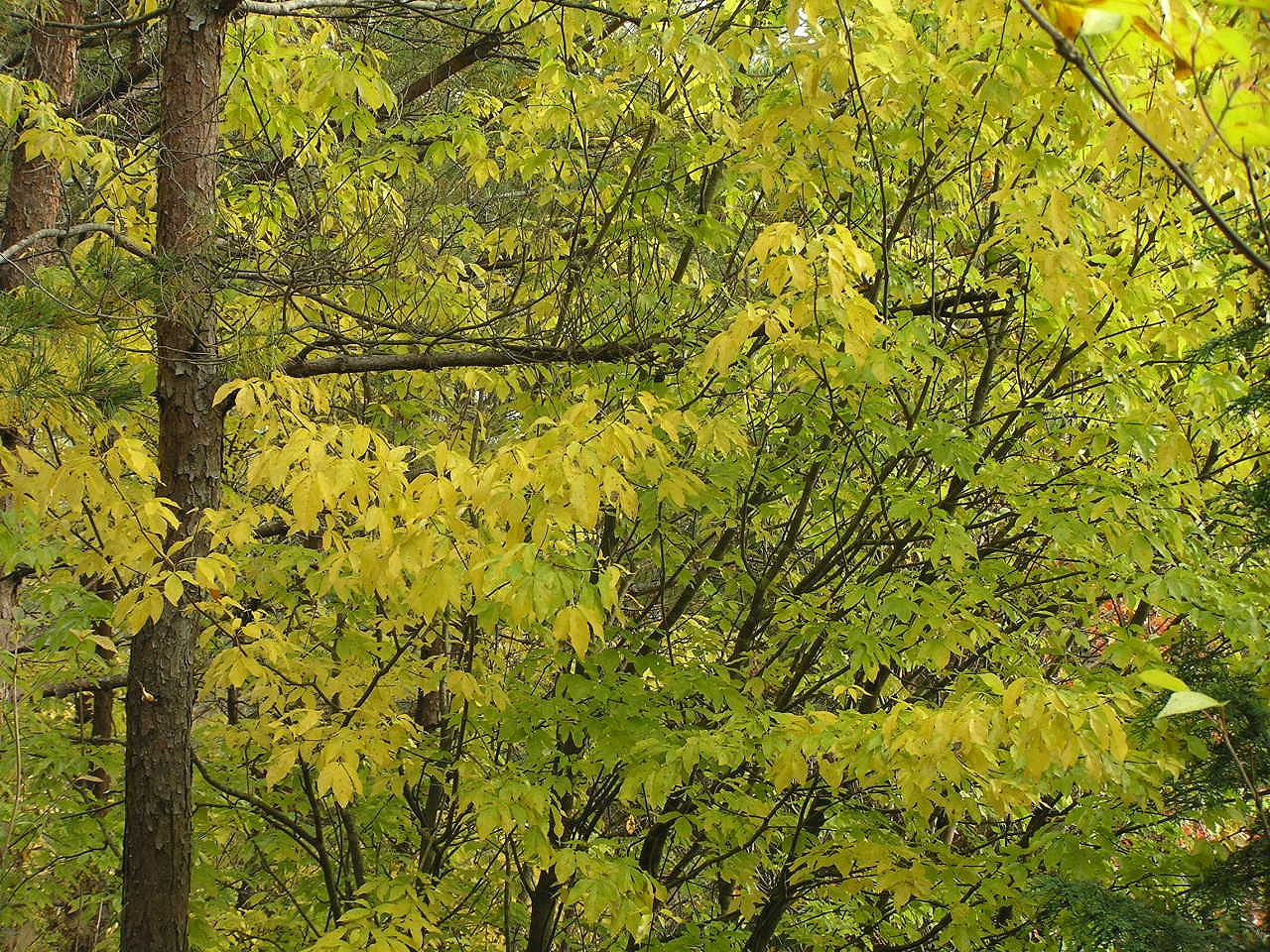
美しい黄葉
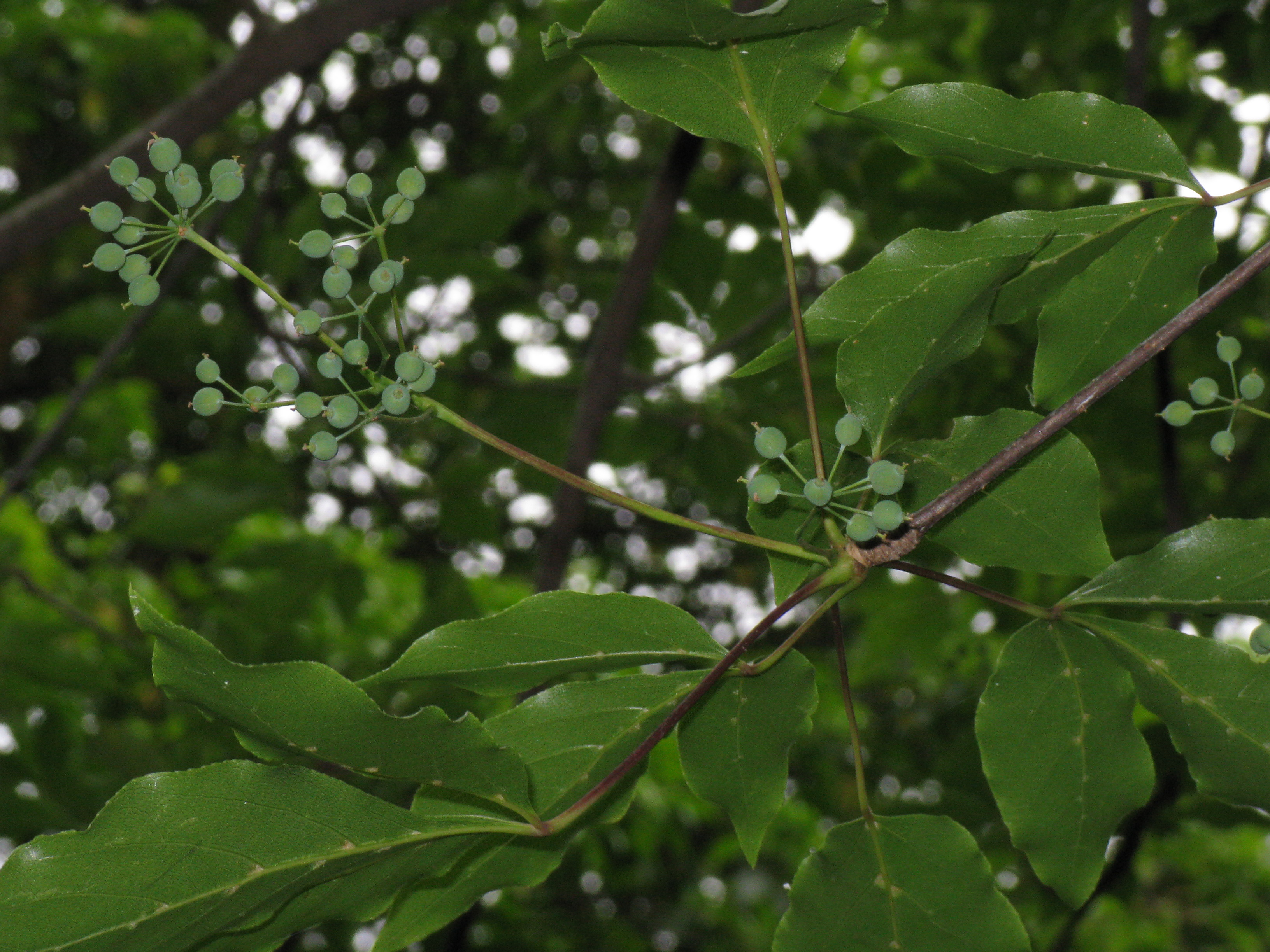
葉と若い実

## 利用
若芽は山菜として食用となる。他に薪炭、箱、箸、楊枝、経木、マッチの軸木など様々な用途に利用される。

## シノニム
- Acanthopanax innovans (Siebold & Zucc.) Seem., Rev. Hed.: 89. 1868.
- Eleutherococcus innovans (Siebold & Zucc.) H.Ohba, in Fl. Japan 2c: 264. 1999.
- Evodiopanax innovans (Siebold & Zucc.) Nakai, J. Arnold Arbor. 5: 8. 1924.
- Kalopanax innovans (Siebold & Zucc.) Miq., Ann. Mus. Bot. Lugduno-Batavi 1: 17. 1863.
- Tetrapanax innovans (Siebold & Zucc.) K.Koch, Wochenschr. Gärtnerei Pflanzenk. 2: 371. 1859.